# David Bedford
Pour les articles homonymes, voir Bedford.
David Vickerman Bedford (né le 4 août 1937 à Hendon, Londres, mort le 1er octobre 2011) est un compositeur et musicien britannique. Il a travaillé dans le domaine de la musique pop tout comme dans le monde de la musique classique.
David Bedford a notamment collaboré avec Kevin Ayers et Mike Oldfield.